# Bracca
Bracca é uma comuna italiana da região da Lombardia, província de Bérgamo, com cerca de 755 habitantes. Estende-se por uma área de 5 km², tendo uma densidade populacional de 151 hab/km². Faz fronteira com Algua, Costa di Serina, San Pellegrino Terme, Zogno.

## Demografia
| Variação demográfica do município entre 1861 e 2011                               |
|                                                                                   |
| Fonte: Istituto Nazionale di Statistica (ISTAT) - Elaboração gráfica da Wikipedia |